# 杨福生
杨福生（1961年9月—），云南墨江人，哈尼族，中华人民共和国政治人物、第十二届全国人民代表大会云南地区代表。
毕业于昆明理工大学企业管理专业。1985年10月加入中国共产党。2006年2月至2016年5月任中共红河州委副书记、州人民政府州长。2008年起担任全国人大代表。2013年，担任全国人大代表。2018年1月，当选第十三届全国政协委员、云南省人大常委会副主任。